# Anonychomyrma

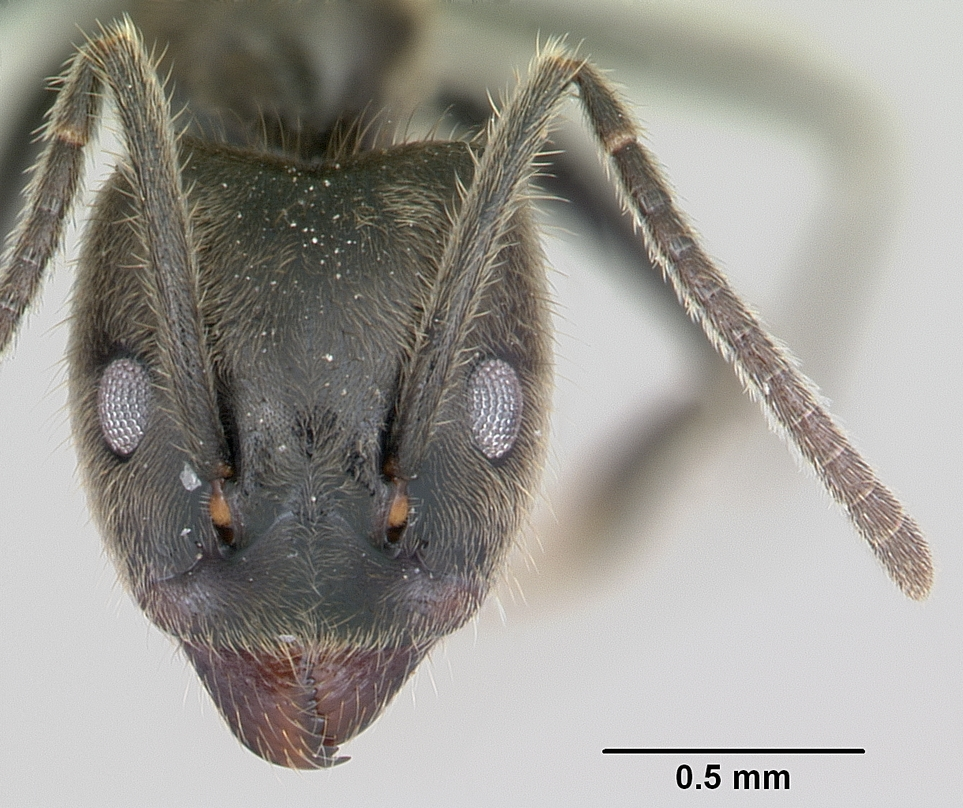
Anonychomyrma gilberti

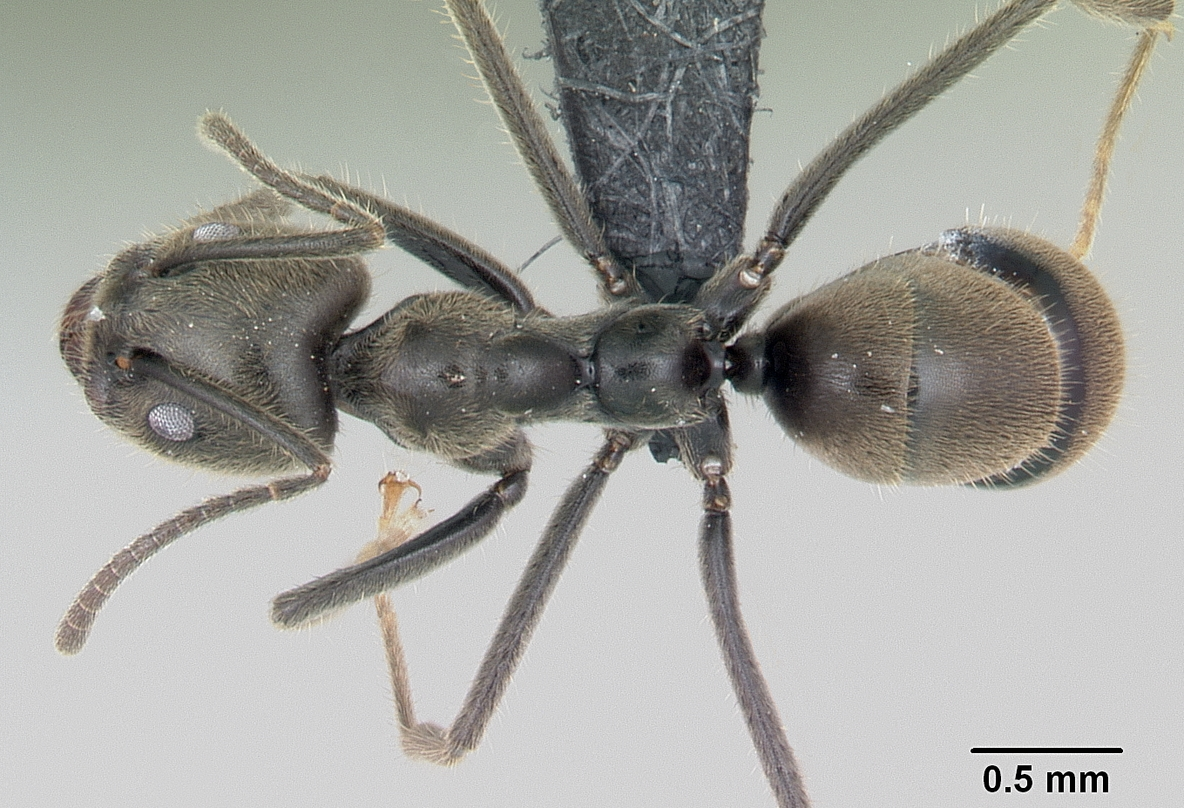
Anonychomyrma gilberti

Anonychomyrma (лат.) — род муравьёв подсемейства долиходерины (Dolichoderinae, Leptomyrmecini). Юго-Восточная Азия и Австралия. Около 20 видов.

## Описание
Мелкие земляные муравьи буровато-чёрного цвета, сходные с родом Iridomyrmex. Усики самок и рабочих 12-члениковые (у самцов антенны состоят из 13 сегментов). Жвалы рабочих с 7-12 зубцами. Нижнечелюстные щупики 6-члениковые, нижнегубные щупики состоят из 4 сегментов. Голени средних и задних ног с одной апикальной шпорой. Стебелёк между грудкой и брюшком состоит из одного сегмента (петиоль). Первоначально род Anonychomyrma выделяли в отдельную трибу Anonychomyrmini.

## Систематика
Около 20 видов.
- Anonychomyrma anguliceps (Forel, 1901)
- Anonychomyrma angusta (Stitz, 1911)
- Anonychomyrma arcadia (Forel, 1915)
- Anonychomyrma biconvexa (Santschi, 1928)
- Anonychomyrma constricta (Mayr, 1868)
- Anonychomyrma dimorpha (Viehmeyer, 1912)
- Anonychomyrma fornicata (Emery, 1914)
- Anonychomyrma froggatti  (Forel, 1902)
- Anonychomyrma gigantea  (Donisthorpe, 1943)
- Anonychomyrma gilberti (Forel, 1902)
- Anonychomyrma glabrata  (Smith, 1857)
- Anonychomyrma incisa (Stitz, 1932)
- Anonychomyrma inclinata Lewis et Sands, 2021
- Anonychomyrma itinerans (Lowne, 1865)
- Anonychomyrma longicapitata  (Donisthorpe, 1947)
- Anonychomyrma longiceps  (Forel, 1907)
- Anonychomyrma malandana  (Forel, 1915)
- Anonychomyrma minuta (Donisthorpe, 1943)
- Anonychomyrma murina (Emery, 1911)
- Anonychomyrma myrmex  Donisthorpe, 1947
- Anonychomyrma nitidiceps (André, 1896)
- Anonychomyrma polita (Stitz, 1912)
- Anonychomyrma procidua (Erichson, 1842)
- Anonychomyrma purpurescens (Lowne, 1865)
- Anonychomyrma samlandica (Wheeler, 1915)
- Anonychomyrma scrutator (Smith, 1859)
- Anonychomyrma sellata (Stitz, 1911)
- Anonychomyrma tigris (Stitz, 1912)